# Tutti x uno (programma televisivo)
Tutti x uno, scritto anche più semplicemente Tutti per uno, è stato un quiz televisivo italiano trasmesso da Canale 5 per due stagioni, andate in onda nella prima serata del giovedì tra l'8 ottobre 1992 e il 30 dicembre 1993. Era condotto da Mike Bongiorno con la collaborazione di Paola Barale e dello speaker Federico l'Olandese Volante. Il gioco prendeva il posto della fortunata trasmissione Telemike, chiusa precedentemente a giugno dello stesso anno.
Il programma fu il secondo a essere tratto dal format statunitense Family Feud (il primo fu Tuttinfamiglia), il quale venne adattato per il pubblico italiano da Fatma Ruffini, nello studio 7 di Cologno Monzese, lo stesso che ospitava Telemike (in questo caso unito allo studio 6), ed è stato l'ultimo quiz di prima serata di Mike Bongiorno trasmesso da Canale 5.

## La trasmissione

### Il format
Il format era un adattamento del game show statunitense Family Feud e prevedeva la partecipazione, in ogni puntata, di due diverse squadre composte rispettivamente da quattro elementi che avessero qualcosa in comune tra loro (vincoli di parentela, gruppi di amici o colleghi di lavoro) che si sfidavano durante le varie fasi del quiz, basato su domande di cultura generale. Caratteristica fondamentale del gioco era infatti l'utilizzo dei sondaggi d'opinione realizzati dall'Abacus come "domanda" per i concorrenti, che dovevano indovinare le risposte degli italiani (in base ad un campione di 1000 intervistati) su temi di attualità, politica e costume. Il record di vincita della trasmissione appartiene alla famiglia Gamberini, che portò a casa 223 milioni di lire.
La trasmissione ha rappresentato un ritorno al gioco "puro", senza ospiti musicali, interviste o momenti di varietà (ad eccezione degli sponsor) che avevano invece occupato sempre più spazio all'interno dei precedenti quiz realizzati dagli anni ottanta in poi. Ciò è testimoniato anche dalla durata del programma, decisamente inferiore rispetto a quella del precedente quiz di Mike Bongiorno, TeleMike, che invece prevedeva tali momenti di varietà. Il pubblico in studio aveva la possibilità di tifare per i concorrenti, incitato dallo scaldapubblico Damiano Gagliani, molto attivo in quello stesso ruolo negli anni novanta in tutti i quiz Fininvest.
Un'altra peculiarità del format era l'ingresso in studio dei concorrenti, annunciati dalla voce dello speaker radiofonico Federico l'Olandese Volante, come accadeva nei quiz d'oltreoceano.
Inoltre, anche gli spettatori da casa potevano partecipare attivamente al quiz rispondendo alle domande poste da Mike Bongiorno attraverso "quizzy", un telecomando collegato al telefono che, in caso di immissione di risposta esatta, suonava e si illuminava.

### I giochi
Le due squadre, capitanate ciascuna da un caposquadra, si sfidavano ogni puntata in quattro giochi differenti:
- Il gioco delle opinioni (già visto nei precedenti Flash e Pentatlon);
- La grande inchiesta (già visto in Superflash);
- Il tiro al bersaglio;
- Il gioco dei 200 punti (già visto in Pentatlon e TeleMike).

Al termine di queste prove, la squadra con il montepremi più alto risultava essere la squadra campione in carica, che conquistava i gettoni d'oro accumulati e il diritto a tornare la settimana successiva, mentre la squadra sconfitta vinceva un premio di consolazione pari a 10 milioni di lire in gettoni d'oro.

#### Il gioco delle opinioni
"Il gioco delle opinioni" costituiva l'ossatura del format, in quanto era articolato in ben cinque manches. Non era la prima volta che questo gioco compariva in un quiz di Mike Bongiorno, in quanto già realizzato nel 1980 all'interno di Flash, e nel 1985 all'interno di Pentatlon.
Scopo del gioco era di individuare le sei risposte che avevano avuto la più alta percentuale su un dato sondaggio.
Ogni manche si svolgeva nella seguente maniera: nella prima manche, Bongiorno chiamava a sé i caposquadra e li faceva accomodare uno di fronte all'altro ai lati della sua postazione, dotata di due pulsanti. Appena il conduttore leggeva la domanda, chi si prenotava per primo poteva dare la sua risposta e, se essa era una delle sei voci oggetto del sondaggio, la squadra conquistava il gioco, mentre in caso di risposta errata concedeva al suo avversario la possibilità di dare una risposta: chi dei due indovinava una delle voci risposte del sondaggio, era posto di fronte ad una scelta:
- Poteva decidere se giocare, con l'obbligo per sé e per la sua squadra di dare tutte le risposte mancanti al sondaggio, potendo però commettere un massimo di 3 errori;
- Poteva cedere la mano alla squadra avversaria, con l'obbligo a loro volta di dare tutte le risposte mancanti al sondaggio, con un massimo di tre errori.

Se chi gioca risolveva il sondaggio, indovinando le sei voci, vinceva il montepremi delle opinioni; se invece chi gioca arrivava a commettere il terzo errore, il gioco passava alla squadra avversaria la quale, per vincere il montepremi delle opinioni, doveva dare almeno una risposta che sia presente nelle voci mancanti; in caso contrario, la prova è vinta dalla squadra che ha giocato, che si porta via il montepremi delle opinioni.
Il montepremi in palio per ognuna delle cinque manches di cui si componeva il gioco delle opinioni era una cifra variabile costituita dalla somma delle percentuali delle risposte indovinate del sondaggio, somma poi moltiplicata per 100.000 lire; di conseguenza, i primi 4 sondaggi permettono di vincere un montepremi massimo di 10.000.000 di lire, mentre il quinto ed ultimo sondaggio (nel quale la somma delle percentuali va moltiplicata per 200.000 lire) consentiva di vincere un montepremi massimo di 20.000.000 di lire.
La prima manche era aperta dai caposquadra, la seconda manche dal concorrente nella postazione 2 e così via per le altre tre.

#### La grande inchiesta
Dopo aver disputato la terza manche, il gioco delle opinioni veniva temporaneamente sospeso per realizzare un altro gioco, "La grande inchiesta" (anch'essa vista in un precedente quiz, Superflash): le due squadre erano dotate di un foglio di carta e un pennarello, con il quale dovevano scrivere quale, secondo loro, fosse la percentuale di favorevoli o contrari di un'inchiesta sempre condotta dalla Abacus. La squadra che si avvicinava di più alla percentuale esatta vinceva 5.000.000 di lire da aggiungere al proprio montepremi, mentre se una squadra indovinava la percentuale esatta, vinceva un ulteriore premio definito "en-plain" di 5.000.000 di lire.
Al momento della lettura delle percentuali, non era previsto dal regolamento che le due squadre potessero dare la stessa percentuale: se fosse capitato ciò, la squadra campione in carica era obbligata a modificare la propria percentuale (anche solo di un punto in eccesso o in difetto), al fine di evitare accordi preventivi tra le squadre prima dell'inizio della trasmissione e garantire la regolarità del gioco.

#### Tiro al bersaglio
Dopo "La grande inchiesta", le due squadre erano impegnate nel "Tiro al bersaglio", gioco che serviva a costituire un montepremi a parte, detto "Premio Extra", che veniva vinto in caso di soluzione dell'ultimo gioco, il cosiddetto "gioco dei 200 punti" che sostituiva il raddoppio.
Il gioco si basava sulle prime tre risposte date su sondaggi semplici, tipo "una razza di cane", "un giocatore figlio d'arte", "una cosa che vola", e così via; scopo dei concorrenti (che giocano man mano ai pulsanti accanto a Mike), era quello di fare "centro", cioè indovinare la risposta con la percentuale più alta, che consentiva di vincere 3.000.000, la seconda risposta faceva vincere 2.000.000 e la terza 1.000.000. Da notare che non era detto che un concorrente, dando la sua risposta, facesse subito centro, ma poteva enunciare una delle altre due risposte o una voce non presente nelle prime tre: in questo caso i concorrenti avevano due tentativi di risposta a testa ed alternati, fermo restando che il gioco si concludeva appena uno dei due faceva centro o se entrambi esaurivano i tentativi a loro disposizione.
Le prime tre manches (costituite da due sondaggi) erano rispettivamente giocate dai concorrenti de: la postazione 2 per la prima, la postazione 3 per la seconda, e la postazione 4 per la terza; la quarta manche (costituita di 3 sondaggi) era giocata dai capisquadra, che erano obbligati ad indovinare solo la risposta dalla percentuale più alta, che consentiva di vincere 5.000.000 di lire.
Al termine del "Tiro al bersaglio", riprendeva "Il gioco delle opinioni" con la quarta e la quinta manche.

#### Il gioco dei 200 punti
L'ultimo gioco in scaletta era "Il gioco dei 200 punti", che sostituiva il raddoppio finale. Anche questo gioco non era del tutto nuovo, in quanto già proposto con il titolo "gioco della prontezza" disputato sia durante Pentatlon che durante TeleMike.
A questo gioco partecipavano solo due concorrenti per squadra, ovvero il caposquadra e un altro concorrente a scelta.
Basato anche questo sulle percentuali, i due concorrenti per squadra giocavano uno per volta; chi giocava doveva dire la prima cosa che gli veniva in mente su cinque argomenti (in 15 secondi per chi giocava per primo e in 20 secondi per chi giocava per secondo), elencati man mano. Ogni risposta aveva la sua percentuale e lo scopo del gioco è quello di arrivare ad una quota almeno del 200%, sommando le percentuali delle cinque risposte date dai due concorrenti per squadra (quindi un totale di dieci risposte).
La prima manche del gioco finale era disputata dalla squadra con il montepremi più alto che diventava campione se risolveva correttamente questo gioco (impedendo così alla squadra avversaria di affrontare la prova finale), mentre in caso contrario la squadra in svantaggio poteva lo stesso diventare la squadra campione risolvendo a sua volta il gioco dei 200 punti.
La squadra che arrivava al 200% con il gioco finale, aggiungeva al proprio montepremi anche il "Premio Extra" costituito con il gioco del "Tiro al bersaglio".
Era proclamata campione la squadra che risolveva correttamente il gioco finale, ma se nessuna delle due squadre lo risolveva, veniva proclamata campione la squadra con il maggiore montepremi.

### Le edizioni
Il gioco è andato in onda tra il 1992 e il 1993 in due differenti edizioni; la prima ha debuttato l'8 ottobre 1992 andando in onda fino a fine stagione, il 24 giugno 1993, ottenendo un buon successo e venendo associata per due volte durante l'anno al Bingo, tombola realizzata in quegli anni dal settimanale Tv Sorrisi e Canzoni.
La seconda stagione è iniziata il 30 settembre 1993 per terminare, anche a causa dei risultati d'ascolto non eccellenti, il 30 dicembre 1993.
La seconda edizione di Tutti x uno è stata replicata nel 2006, ogni giovedì sera alle ore 21:00 a partire dal 29 giugno, sull'applicazione interattiva del digitale terrestre di Canale 5 chiamato Canale 5 Plus, nell'ambito del progetto "Tv Story"; le stesse puntate sono state poi trasmesse nell'estate del 2014 dal canale televisivo Mediaset Extra, nella terza serata del sabato.